# Johann Christoph Sturm

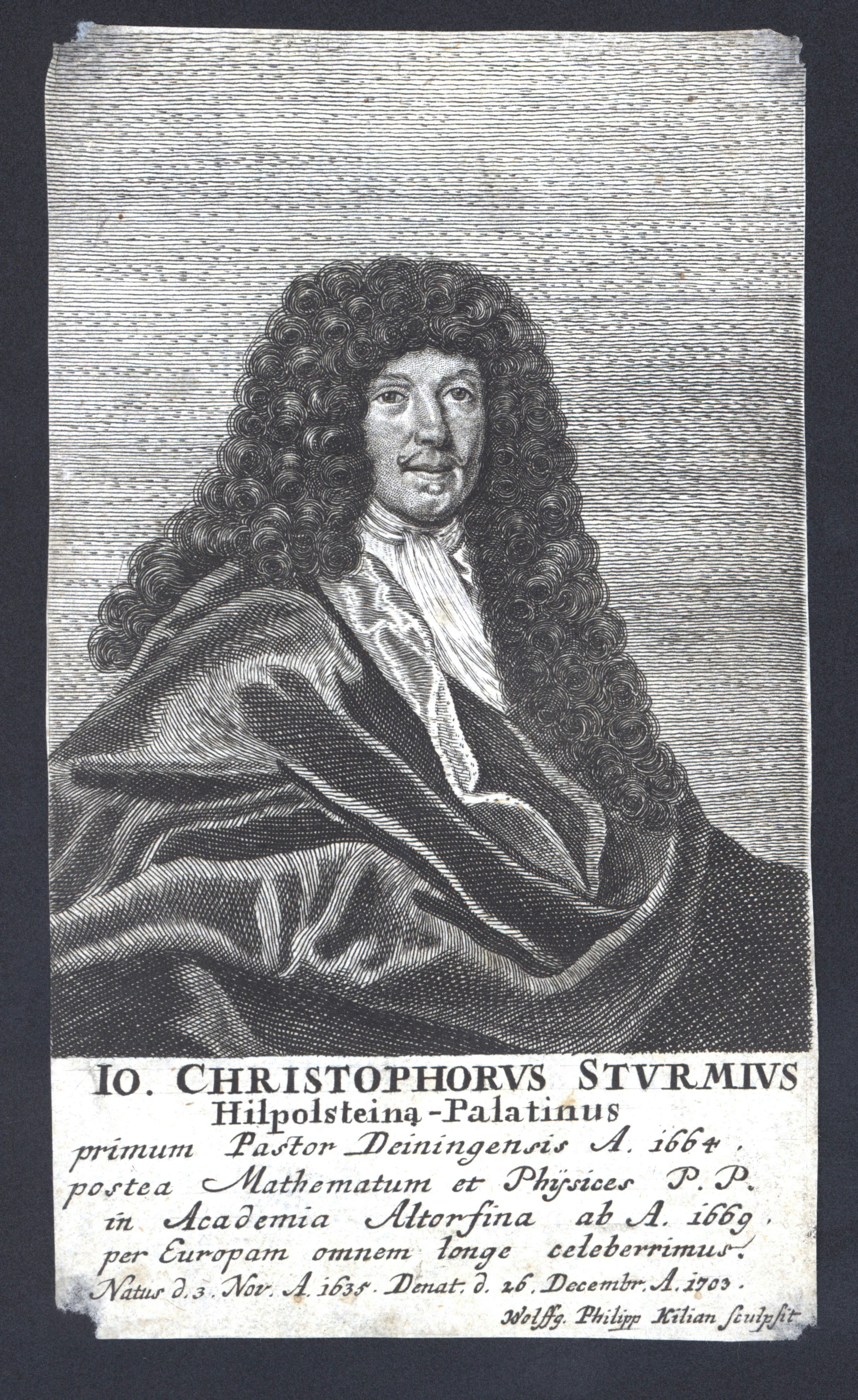
Johann Christoph Sturm
Kupferstich von Wolfgang Kilian

Johann Christoph Sturm (lat. Johannes Christophorus Sturmius; * 3. November 1635 in Hilpoltstein (Mittelfranken); † 26. Dezember 1703 in Altdorf) war ein deutscher Astronom und Mathematiker.

## Leben
Johann Christoph Sturm war der Sohn des Johann Eucharius Sturm und der Gertraud, geb. Bock. Ab 1646 war er Schüler der Lateinschule in Weißenburg in Bayern und 1653 Zögling des Theologen Daniel Wülfer (Dozent für Logik, Metaphysik und Physik) in Nürnberg. Von 1656 bis 1662 studierte er Mathematik, Physik und Theologie in Jena, zwischenzeitlich ein Jahr in Leiden.
Nach kurzer Lehrtätigkeit in Nürnberg war Sturm ab 1664 Pfarrer in Deiningen (nahe Nördlingen). 1669 wurde er Professor für Mathematik und Physik an der Universität Altdorf, eine Position, die er bis zu seinem Tode innehatte. Während dieser Zeit war er mehrfach Dekan der philosophischen Fakultät. Er war dreimal verheiratet und hatte neun überlebende Kinder, darunter den Architekturtheoretiker Leonhard Christoph Sturm (1669–1719). Im Dezember 1703 starb Johann Sturm an den Folgen eines Schlaganfalles.

## Bedeutung

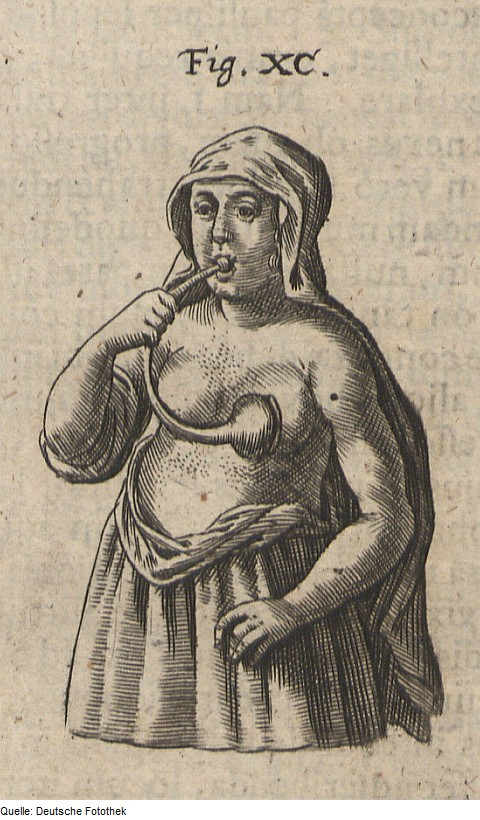
Brunnenfigur: Hydrostatisches Beispiel aus dem Collegium Experimentale (1676)

Sturm galt als besonders begabter Lehrer der Naturwissenschaften, der seinen Studenten nicht trockenes Bücherwissen eintrichterte, sondern den Lehrstoff auf verständliche Weise nahebrachte. Er vertrat weder die altmodische Schule nach Aristoteles noch die extrem moderne Richtung der Cartesianer, sondern eine Mischform. Lateinische Fachausdrücke der Naturwissenschaften wurden von Sturm erstmals eingedeutscht. Er gilt zudem als Begründer der für die Frühaufklärung wichtigen eklektischen Philosophie.
Mit der Christoph-Sturm-Straße trägt die ehemalige Obere Marktstraße in der Innenstadt seiner Geburtsstadt Hilpoltstein heute seinen Namen. Gleichfalls nach ihm benannt ist die Sturm Cove, eine Bucht in der Antarktis.

## Schriften (Auswahl)

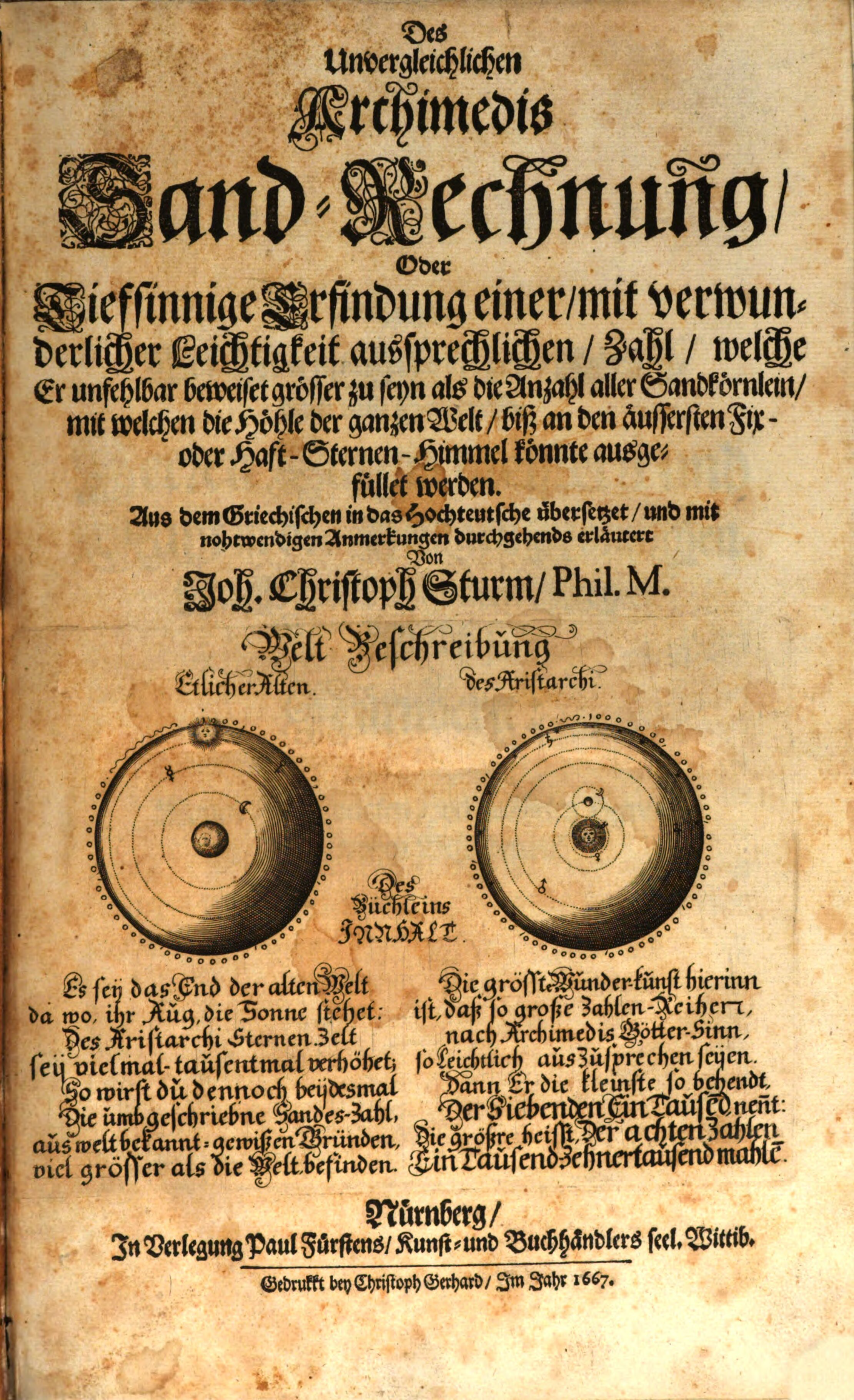
Titelseite von Archimedis Sand-Rechnung (1667)

- Aristoteles Mathematicus hoc est Enucleatio Exemplorum Mathematicorum In Aristotele Passim Occurentium. Krebs, Jena 1660. (Digitalisat)
- Universalia euclidea, hoc est Liber Quintus Euclidis universalissimis inq[ue] omni entium genere veris demonstrationibus confirmatus. Ulacq, Den Haag 1661. (Digitalisat)
- Des unvergleichlichen Archimedis Sand-Rechnung. Oder tiefsinnige Erfindung einer, mit verwunderlicher Leichtigkeit aussprechlichen, Zahl, welche Er unfehlbar beweiset grösser zu seyn als die Anzahl aller Sandkörnlein, mit welcher die Höhle der ganzen Welt, biß an den äussersten Fix- oder Haft-Sternen-Himmel könnte ausgefüllet werden. Aus dem Griechischen in das Hochteutsche übersetzet, und mit nohtwendigen Anmerkungen durchgehends erläutert. Fürst, Nürnberg 1667. (Digitalisat)
- De Terrae-Motibus eorumq́ue praecipuis accidentibus è causis suis genuinis ac naturalibus demonstrativa methodo deductis, dissertatio physica: Quam primi summique motoris auspicio. Winterberger, Altdorf 1670. (Digitalisat) (Über die Erdbeben).
- Collegium Experimentale, Sive Curiosum. Erster Teil, 1676.[2]
- Gnomonica oder Gründlicher Unterricht und Beschreibung, Wie man allerhand Sonnen-Uhren auf ebenen Orten künstlich aufreissen und leichtlich verfertigen soll [et]c.. 3, Gnomonices oder Gründlichen Unterrichts von Beschreibung allerhand Sonnen-Uhren ... Theil : Worinnen deutlich angewiesen wird, Wie man auf allerley regulare und irregulare Cörper oder so genannte Stöcke, auf Kugeln, in Halbkugeln, und andern holen Dingen, gleich so wol als auf ebene Flächen, allerley Sonnen-Uhren verzeichnen solle; wie die bekannte Cylindri, Sonnen-Ringe, Sonnen-Sterne, Nocturnalia oder Sternen- und Mond-Uhren, Quadranten, Universal-Uhren, allerley Spiegel- oder rechte Sonnen-Uhren, und dergleichen andere anmuhtige Erfindungen müßen zu Werk gerichtet werden. Fürst, Nürnberg 1681. (Digitalisat)
- Vernunfftmässige Gedancken über die so genannte Grosse Conjunction Oder Zusammenkunfft Beeder oberster Planeten [...] und [...] : Wie dieselbe im Monat Octobris 1682/und wiederum im Januario und ... im Majo 1683, zu sehen seyn wird; Worinnen Was eigentlich Conjunctiones ... gezeiget und erwiesen wird. Schönnerstädt, Altdorf 1683.
- Collegii Experimentalis Sive Curiosi, Pars Secunda. Endter, Nürnberg 1685. (Digitalisat)
- Physica Electiva Sive Hypothetica. Tomus Primus, Partem Physicae Generalem complexus, & speciatim Usum totius hujus Scientiae primarium singulari cura demonstrans. Endter, Nürnberg 1697.  (Digitalisat Buch 1), (Buch 2)
- Philosophia eclectica. Schönnerstädt, Altdorf 1698. (Digitalisat)
- Mathesis juvenilis. Accessit Consilium De Mathesi in Scholarum Trivialium & Gymnasiorum Classes omnes, etaim puerorum legere discentium infimas, Ingenti Juventutis commodo postliminio introducenda. Hoffmann, Nrnberg 1699. (Digitalisat Band 1), (Band 2, 1701)